# Route nationale 38e
La route nationale 38e, ou RN 38e, était une route nationale française reliant Beautor à la RN 44 près de Travecy. Il s'agit de l'ancien tracé nord de la RN 44 avant que celle-ci n'évite La Fère et Charmes. La RN 38e avait ensuite constitué la section terminale de la nouvelle RN 32 avant qu'un nouveau tracé évitant Tergnier et La Fère ne conduise au déclassement de ce tronçon en RD 338.